# Deux-Montagnes
Deux-Montagnes è una municipalità regionale di contea del Canada, localizzata nella provincia del Québec, nella regione di Laurentides.
Il suo capoluogo è Saint-Eustache.

## Suddivisioni
City e Town
- Deux-Montagnes
- Sainte-Marthe-sur-le-Lac
- Saint-Eustache

Municipalità
- Oka
- Pointe-Calumet
- Saint-Joseph-du-Lac
- Saint-Placide

Riserve
- Kanesatake Mohawk Reserve